# Ngu Tư
Ngu Tư (chữ Hán: 虞思) là hậu duệ của đế Thuấn Diêu Trọng Hoa thời đại thiện nhượng, ông là thủ lĩnh bộ lạc Hữu Ngu trong giai đoạn vô vương chi thế và Thiếu Khang trung hưng. Sau khi Diêu Trọng Hoa được thụ phong nước Hữu Ngu thì con cháu đời sau đều lấy tên đất làm họ, từ Thương Quân đến đời Ngu Tư kể cũng đã trên 100 năm. Khi Ngu Tư tại vị cũng là lúc nước Hữu Ngu phát triển cường thịnh nhất, sách 100 sự kiện Trung Quốc phần viết về nhà Hạ có ghi chép nước này đã có "điền nhất thành, chúng nhất lữ" nghĩa là thành vuông 10 dặm và nô lệ lên đến 500 người tương đương với 1 lữ đoàn ngày nay.
Khi nhà Hạ bị Hậu Nghệ, Hàn Trác lần lượt cướp chính quyền, đế Tướng bị đánh bại và truy sát gắt gao phải bỏ chạy rồi tự sát. Vợ của đế Tướng là Hậu Mân đang có mang trốn về quê ngoại là nước Hữu Nhưng rồi sinh con ở đó đặt tên là Thiếu Khang, Thiếu Khang lớn lên nuôi ý chí phục quốc nên rất tích cực thu phục lòng người. Sau khi phát hiện dong dõi nhà Hạ vẫn còn sống, Hàn Trác lập tức phát binh tiến đánh nước Hữu Nhưng. Thiếu Khang bèn chuyển sang nhờ nước Hữu Ngu, Ngu Tư không nỡ nhìn thấy cảnh nhà Hạ diệt vong bèn tạm thời giao cho Thiếu Khang giữ chức bào chính trông coi việc quản lý lương thực. Tiếp đó ông lại gả con gái cho Thiếu Khang, lại cấp cho ông 500 nô lệ và 1 vùng đất để ông toan tính việc trung hưng. Chẳng bao lâu Hàn Trác càng lúc càng tàn ác khiến lòng người đều xa lìa lại quay về phía nhà Hạ, Thiếu Khang cùng cha vợ đưa quân từ nước Hữu Ngu tấn công tiêu diệt Hàn Trác và nhà Hạ được khôi phục.